# Paul Bocage
Pour les articles homonymes, voir Touzé et Bocage (homonymie).
Paul Romain Touzé dit Paul Bocage, né le 11 mars 1822 dans l'ancien 12e arrondissement de Paris et mort le 25 septembre 1887 à Paris 18e, est un romancier, dramaturge et librettiste français.

## Biographie
Neveu de l’acteur Bocage, il travailla d’abord avec Octave Feuillet, dont il avait été le condisciple au collège Louis-le-Grand, sous le nom de plume collectif de Désiré Hazard, au Grand Vieillard, roman (1845), Échec et mat, comédie en cinq actes, jouée à l’Odéon en 1846 ; Palma, ou la Nuit du vendredi saint, drame en cinq actes, joué à la Porte-Saint-Martin en 1847 ; la Vieillesse de Richelieu, comédie en cinq actes, jouée au Théâtre-Français en 1849 ; York, comédie-vaudeville, jouée au Palais-Royal en 1852.
On doit encore à Paul Bocage Maître Wolfram, libretto pour le Théâtre-Lyrique, avec Joseph Méry (1855) ; Janot chez les Sauvages, vaudeville en un acte, joué aux Variétés (avec Théodore Cogniard).
On lui attribue en outre une part dans Le Chariot d’enfant, drame en cinq actes, de Méry et Gérard de Nerval et dans le Romulus (1854), Les Mariages du père Olifus (1861) et Les Mille et un fantômes (1849) d’Alexandre Dumas.
Il a écrit, sous le titre de « Bric-à-Brac » les articles de fantaisie dans Le Mousquetaire, et on lui attribue la paternité littéraire des Mohicans de Paris, long roman publié dans ce journal. Enfin, il a fait paraitre en 1860 Les Puritains de Paris et la Duchesse de Mauves (1860, 4 vol. in-8°).
Il est inhumé au cimetière du Montparnasse, dans la 10e division, 4e ligne Nord, n° 19 Ouest.